# Mistrzostwa Świata w Łucznictwie 1934
4. Mistrzostwa Świata w Łucznictwie odbyły się 3–4 sierpnia 1934 w Båstad w Szwecji. Organizatorem była Międzynarodowa Federacja Łucznicza.
Polska wywalczyła 3 medale. Mistrzynią świata w konkursie indywidualnym została Janina Kurkowska, która minimalnie wyprzedziła Annę Moczulską. Razem z Marią Trajdosówną wywalczyły też złoto w drużynie.

## Medaliści

### Strzelanie z łuku klasycznego
| Konkurencja            | Złoto                                                          | Srebro                                                      | Brąz                                                            |
| Indywidualnie kobiet   | Janina Kurkowska                                               | Anna Moczulska                                              | Elsa Waldenström                                                |
| Indywidualnie mężczyzn | Henry Kjellson                                                 | Emil Heilborn                                               | Oscar Kessels                                                   |
| Drużynowo kobiet       | Polska · Janina Kurkowska · Anna Moczulska · Maria Trajdosówna | Szwecja · Elsa Waldenström · Wrange · Ina Catani            |                                                                 |
| Drużynowo mężczyzn     | Szwecja · Henry Kjellson · Emil Heilbron · Torsten Fahlmann    | Belgia · Oscar Kessels · Georges De Rons · Hubert Van Innis | Czechosłowacja · Alfred Popp · Ludvik Gassldorfer · Jan Musilek |

## Klasyfikacja medalowa
| Lp. | Państwo        | Złoto | Srebro | Brąz | Razem |
| 1.  | Szwecja        | 2     | 2      | 1    | 5     |
| 2.  | Polska         | 2     | 1      | 0    | 3     |
| 3.  | Belgia         | 0     | 1      | 1    | 2     |
| 4.  | Czechosłowacja | 0     | 0      | 1    | 1     |